# Piratika
Piratika är en bokserie skriven av Tanith Lee där hittills tre titlar utkommit. Böckerna är fantasyberättelser och handlar om Artimesia Blastside, 16 år.

## Handling
Artimesia har varit fångad på Änglarnas internatskola för unga damer i sex år. Hon har glömt allt om sitt liv före tio års ålder. Men en dag trillar hon nerför trappan och får tillbaka minnet. Hon kommer ihåg hur hon levt som pirat och hur hennes mamma varit den stolta kaptenen Piratika. Hon rymmer genom skorstenen och är fri. Före flykten tänkte hon igenom allt, hur Molly dött och hur deras skepp gick under och Molly Jollys flagga lades ner för alltid. Men nu dyker sextonåriga Artimesia Blastside upp på de sju haven, och inget är sig längre likt. Problemet är att inget av Mollys tid hänt på riktigt.

## Personer
Artimesia BlastsideArt har kastanjebrunt hår med en ljus orange slinga. Hon är mycket lik sin döda mor Molly Faith. Sin pappa George avskyr hon, en man som George kan man inte tycka om. Hon är piratkapten för skeppet Ovälkomna Främlingen och är så skottsäker som man kan bli. Hennes ärkefiende heter Goldie och är dotter till den fasansfulle Goliath. Art tänker aldrig mörda någon trots att hon är pirat. Hennes nya namn blev emellertid Piratika, vilket var hennes mors rollfigur på teatern.
Felix FenixFelix är en väldigt vacker ung man med ljust, nästan vitt hår. Han avskyr pirater eftersom hans familj och farbror blev dödad av dem. Han dödades av Goliath och det var honom Felix hatade mest. Därför hatar han också Goldie som är Goliaths dotter. I första boken får han följa med Art och besättningen på sina första äventyr. Även om han inte vill det, gillar han Arts pirater och mest av allt Piratika själv, därför gifte han sig med henne.
EbadhionEbad är Arts låtsaspappa, och var kär i Molly. Han var den enda i teatergruppen som kände Molly innan Piratika bildades. Han är också den ende som har seglat förut, och som blivit anfallen av Goliath. Det är han som tror mest på Art.
Resten av besättningenDe andra i besättningen är Salte Walter (den blygaste), Salte Peter (den yngste förutom Art och Felix), Svartmusken (en förrädare som jobbade för Goldie, som sen blev skjuten av henne), Lögnhalsen (den ärligaste) och Eerie (den känsligaste).
Molly FaithMolly var Arts mor och var gift med George Fitzer Wirgenius i ett år innan hon flydde med Art. Hon flyttade ihop med Ebad och de seglade på ett skepp tillsammans. Det slutade med att Goliath kom, och dödade deras kapten. De började fundera en del. Detta blev pjäsen "Piratika". När de kom till Lundon satte hon ihop en teatergrupp och de blev mycket populära. Men så dog unga Molly i en explosion.
GoldieÄr dotter till den förskräckliga Goliath som dödat många. Hon är vacker och kapten på sin fars skepp. Hon bär alltid manskläder fast hon gömmer dem under en kjol, men hon har byxor och vapen under. Hon har svart lockigt hår med gröna ögon och är kär i Felix. Hon är Arts största fiende.